# Anopheles moucheti
Anopheles moucheti är en tvåvingeart som beskrevs av Evans 1925. Anopheles moucheti ingår i släktet Anopheles och familjen stickmyggor. Inga underarter finns listade i Catalogue of Life.